# Font d'Ain El Fouara
La font d'Ain El Fouara (literalment Font de la deu que brolla) és un monument emblemàtic de la ciutat de Sifitis, a Algèria. Aquesta font conté una estàtua creada el 1898 per l'escultor Francis de Saint-Vidal, i la llegenda diu que quan en beus l'aigua, inevitablement hi tornaràs.
L'estàtua de marbre, que representa una dona completament nua, ha estat objecte de diversos actes de vandalisme, i la primera víctima d'un acte violent perpetrat el 22 d'abril del 1997, i després d'una segona el 31 de març del 2006.

## Història
Originàriament era una senzilla font al voltant del broll d'una deu, calenta a l'hivern i freda a l'estiu, construïda durant l'ocupació de Sifitis. La regidoria municipal, durant la reunió del consell del 4 de juny del 1894, va plantejar la qüestió de reconstruir-la perquè corria perill de caure. L'alcalde i la majoria dels regidors van reconéixer la necessitat de reparacions, però van optar per esperar nous fons que permetessen "demolir-la i reconstruir-la totalment".
Aquest projecte fou important per a l'alcalde Aubry, que, durant un viatge a París l'estiu del1896, sol·licità una estàtua per decorar la futura font de la Plaça Nacional. El governador militar de Sifitis es va enamorar de l'estàtua i demanà a l'escultor Francis de Saint-Vidal que l'oferís a la ciutat.
En acabant, l'estàtua va estar a punt en la primera meitat del 1898, i l'alcalde va rebre del director de Belles Arts de París la carta datada del 3 de febrer: "M. de Saint-Vidal pensa acabar l'obra per al proper Saló perquè hi figure; en cloure's el Saló (a començament del juliol proper) l'expedirà a Sifitis." Després de l'Exposició Universal de París, l'estàtua isqué del port de Skikda, damunt d'un carro i va trigar 12 dies a arribar a Sifitis.
Si l'escultura és obra de Francis de Saint-Vidal, la base i tot l'entorn arquitectònic els va dissenyar un arquitecte autòcton, Eldin, que aleshores estava construint el teatre de Sifitis. El contractista Francione fou llavors el responsable de l'obra, d'erigir la base i col·locar l'estàtua, i se'n va completar el 1899.
El 22 d'abril del 1997, l'escultura va ser víctima d'un acte vandàlic: l'atacaren amb dinamita, i es trencà en trossos. Es restaurarà gràcies a l'acció d'alguns veïns del barri. Segons Fayçal Ouaret, només hi van trigar dos dies.
L'escultura tornà a ser vandalitzada el 18 de desembre del 2017 per una persona amb discapacitat mental, amb un martell i un cisell. L'autor va destruir els pits i la cara de l'estàtua abans de ser arrestat per la policia.
El 5 d'agost del 2018, l'estàtua, restaurada per experts algerians, fou inaugurada pel ministre de Cultura, Azzedine Mihoubi, i el wali de Sifitis, Nacer Maskri.
El 9 d'octubre del 2018, l'estàtua tornà a ser vandalitzada de nou, per un home de 30 anys que va pujar a la part posterior de la font amb un martell a la mà.
El 2 de desembre del 2022, l'estàtua va patir greus danys fets per un home borratxo.